# مردان افتخار
مردان افتخار فیلمی درام محصول سال ۲۰۰۰ آمریکاست. جرج تیلمان فیلم را که بر اساس یک داستان واقعیست، کارگردانی کرد و رابرت دنیرو و کوبا گودینگ جونیور بازیگران نقش اول این فیلم هستند.

## خلاصه داستان
داستان فیلم، داستان واقعی نخستین آمریکایی آفریقایی‌تبار است که موفق به کسب درجهٔ استادی در نیروی دریایی آمریکا می‌شود.

## بازیگران
- رابرت دنیرو (در نقش بیلی ساندی)
- کوبا گودینگ جونیور (در نقش کارل براشر)
- شارلیز ترون (در نقش گوئن ساندی)